# XXI Concurs de castells de Tarragona
El XXI Concurs de castells de Tarragona és el concurs de castells que es va celebrar a la plaça de braus de Tarragona l'1 d'octubre de 2006, organitzat pel Patronat de Castells de Tarragona.
En aquest concurs hi van participar 18 colles, les 4 amfitriones tarragonines més les 14 millors colles del món casteller, exceptuant els Minyons de Terrassa (segona colla del panorama casteller del moment) i els Bordegassos de Vilanova, que van declinar la invitació, com solen fer a cada edició.
Els Castellers de Vilafranca van guanyar el concurs descarregant el 4 de 9 amb folre i l'agulla i el cinc de nou amb folre, i carregant el dos de vuit sense folre. El desenvolupament del concurs no va estar exempt de polèmica per algunes decisions del jurat que aixecaren controvèrsia.
Aquesta va ser la primera edició del concurs en què es va fer servir el casc, que van dur els acotxadors i enxanetes de la majoria de les colles participants. Per establir les puntuacions s'utilitzà la Taula de Puntuacions Unificada 2006.

## Colles participants, castells assolits i puntuació
A la dreta, puntuació total obtinguda. Entre parèntesis les penalitzacions.
| Pos. | Colla                              | 1a ronda       | 2a ronda       | 3a ronda       | 4a ronda      | 5a ronda     | Punts |
| ---- | ---------------------------------- | -------------- | -------------- | -------------- | ------------- | ------------ | ----- |
| 1    | Castellers de Vilafranca           | 4 de 9 fa      | 5 de 9 f       | 3 de 10 fm (i) | 2 de 8 (c)    |              | 5.754 |
| 2    | Colla Vella dels Xiquets de Valls  | 4 de 9 fa (c)* | 5 de 9 f (id)* | 5 de 9 f (c)   | 4 de 9 (i)*   | 3 de 9 f     | 3.870 |
| 3    | Colla Joves Xiquets de Valls       | 3 de 9 f       | 5 de 9 f (i)*  | 4 de 9 f       | 5 de 9 f (i)* | -            | 1.597 |
| 4    | Xiquets de Tarragona               | 2 de 8 f       | 4 de 8 a (c)   | 3 de 8         | 5 de 8 (i)    | -            | 1.269 |
| 5    | Capgrossos de Mataró               | 2 de 8 f       | 3 de 8         | 4 de 8         | -             | -            | 1.049 |
| 6    | Colla Jove Xiquets de Tarragona    | 2 de 8 f       | 3 de 9 f (i)*  | 4 de 8         | 3 de 8        | 5 de 8 (id)* | 1.049 |
| 7    | Xicots de Vilafranca               | 4 de 8         | 2 de 8 f (c)   | 3 de 8         | -             | -            | 988   |
| 8    | Xiquets de Reus                    | 4 de 8*        | 5 de 7         | 2 de 8 f (c)   | 3 de 8        | -            | 988   |
| 9    | Castellers de Barcelona            | 4 de 8         | 3 de 8         | 2 de 7         | -             | -            | 906   |
| 10   | Castellers de Sants                | 4 de 8         | 2 de 8 f       | 3 de 7 ps      | -             | -            | 887   |
| 11   | Marrecs de Salt                    | 4 de 8*        | 2 de 7 (id)*   | 4 de 7 a       | 2 de 7        | -            | 710   |
| 12   | Xics de Granollers                 | 5 de 7         | 4 de 8         | 4 de 7 a       | -             | -            | 623   |
| 13   | Castellers de Sabadell             | 5 de 7         | 2 de 7         | 3 de 7 ps      | -             | -            | 622   |
| 14   | Nens del Vendrell                  | 4 de 8 (id)    | 2 de 7*        | 5 de 7         | 4 de 7 a (id) | 4 de 7 a     | 588   |
| 15   | Sagals d'Osona                     | 5 de 7         | 4 de 8 (c)*    | 3 de 7 ps (c)  | -             | -            | 582   |
| 16   | Castellers de la Vila de Gràcia    | 2 de 7 (c)     | 4 de 8 (id)    | 4 de 8 (c)     | 4 de 7 a (i)  | -            | 466   |
| 17   | Xiquets del Serrallo               | 4 de 7 a       | -              | 5 de 7         | 3 de 7 ps (i) | 3 de 7 (i)*  | 330   |
| 18   | Castellers de Sant Pere i Sant Pau | 3 de 7         | 5 de 7 (i)*    | 4 de 7         | 2 de 7 (i)    | -            | 240   |

Llegenda: a:agulla, ps:per sota, f:folre, m:manilles, p:puntals. (i):intent, (id): intent desmuntat, (c):carregat, *:castell amb penalitzacions.

## Taula de Puntuacions Unificada 2006
| Castell                     | Punts carregat | Punts descarregat |
| --------------------------- | -------------- | ----------------- |
| 4/7                         | 100            | 118               |
| 3/7                         | 107            | 126               |
| 4/7 a                       | 135            | 159               |
| 5/7                         | 145            | 171               |
| 3/7 ps                      | 163            | 193               |
| 9/7                         | 206            | 243               |
| 2/7                         | 218            | 258               |
| 4/8                         | 248            | 293               |
| P-6                         | 269            | 318               |
| 3/8                         | 301            | 355               |
| 2/8f                        | 340            | 401               |
| P-7f                        | 380            | 448               |
| 5/8                         | 480            | 566               |
| 4/8a                        | 513            | 606               |
| 4/9f                        | 648            | 765               |
| 3/9f                        | 694            | 832               |
| 9/8                         | 891            | 1069              |
| 3/8ps                       | 935            | 1122              |
| 2/9 fm                      | 980            | 1176              |
| P-8fm                       | 1149           | 1379              |
| 5/9f                        | 1470           | 1764              |
| 4/9fa                       | 1568           | 1882              |
| 4/9                         | 2007           | 2409              |
| 2/8                         | 2108           | 2529              |
| 3/10fm                      | 2208           | 2650              |
| 2/9f                        | 2826           | 3391              |
| P-7 — 4/10fm - 3/9 — P-9fmp | 3014           | 3617              |
| 5/9 — 3/10f — 4/10f         | 3858           | 4629              |

Llegenda: a: agulla, ps: per sota, f: folre, m: manilles, p: puntals.